# Stora Tvillingtjärnen
Stora Tvillingtjärnen är en sjö i Bengtsfors kommun i Dalsland och ingår i Göta älvs huvudavrinningsområde.